# Neolasioptera albipes
Neolasioptera albipes är en tvåvingeart som beskrevs av Ephraim Porter Felt 1918. Neolasioptera albipes ingår i släktet Neolasioptera och familjen gallmyggor.
Artens utbredningsområde är New Jersey. Inga underarter finns listade i Catalogue of Life.